# 비디오 게임 저널리즘
비디오 게임 저널리즘(Video game journalism)은 비디오 게임 전반에 대해 취재하고 토론하는 저널리즘의 한 갈래로, 주로 게임의 발표, 프리뷰 및 리뷰에 대한 내용을 다룬다. 전자 매체의 특성상 전자 출판과 블로그 형식으로 운영하는 매체가 주류인 것이 특징이다.
비디오 게임의 보고 및 토론과 관련된 저널리즘의 한 분야이다. 온라인 독립 미디어의 보급과 부상으로 온라인 간행물과 블로그가 성장했다.

## 레트로 게임 리뷰
레트로게이밍의 인기가 높아짐에 따라 오래된 비디오 게임에 대한 리뷰와 조사도 증가했다. 이것은 주로 사람들이 함께 자라온 비디오 게임에 대한 향수 때문이며, 클레이 루틀리지(Clay Routledge) 교수에 따르면 음악과 같은 다른 예술 형식으로 인한 유사한 향수적 감정보다 더 강력할 수 있다.
여기에는 게임의 중요한 측면과 그것이 현대적인 측면으로 전달되는 방식을 검토하는 등 오래된 비디오 게임의 리마스터링 및 검토도 포함된다.